# Henri-François Buffet
Pour les articles homonymes, voir Buffet.
 Marie Henri-François Buffet, né le 22 février 1907 à Lorient, mort le 2 janvier 1973 à Rennes en fonction, est un historien et archiviste paléographe français.

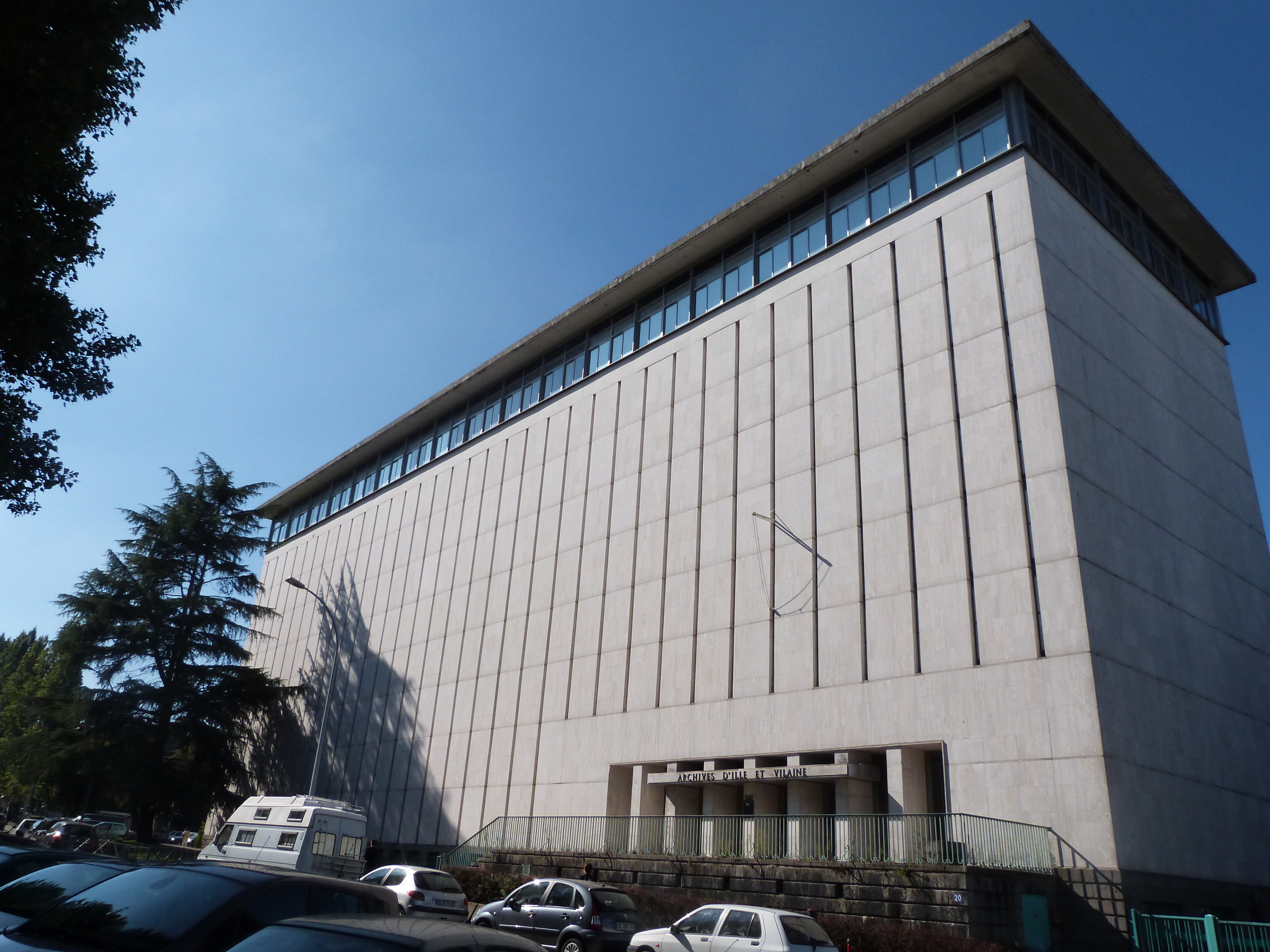
Bâtiment occupé par les archives départementales d'Ille-et-Vilaine de 1968 à 2007, situé au 20 avenue Jules-Ferry.

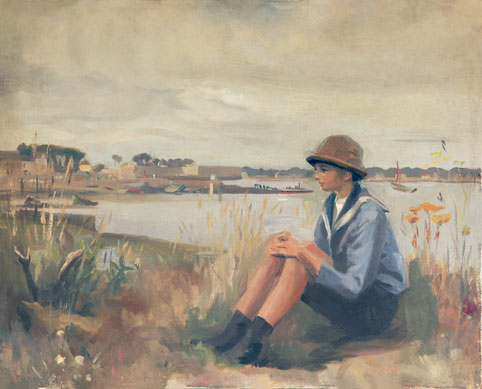
Étienne Buffet, Portrait d'Henri (Henri-François) assis au bord de la mer près de Kerzo. Au fond Port-Louis et la citadelle, 1919.
(33 x 41 cm)

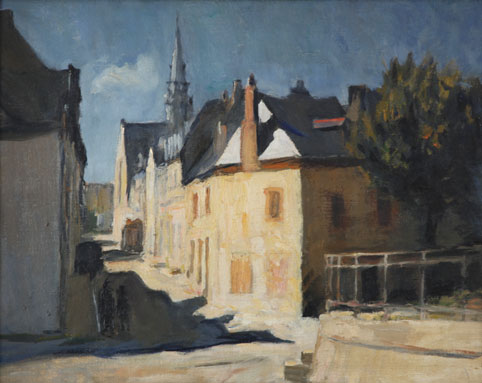
Étienne Buffet, Maison d'Henri (Henri-François) au Port-Louis, 1948.
(33 x 41 cm)

## Biographie
Fils d'Étienne Buffet (1866-1948), et de Cornélie Blanchemain (1875-1958). Henri-François Buffet est licencié ès lettres en Sorbonne , son premier livre est publié avant d'entrer en 1930 à l'École nationale des chartes. Titulaire du diplôme d'archiviste paléographe en 1935, il occupe diverses fonctions temporaires au secrétariat de l’École des chartes, à la bibliothèque du Collège de France, aux Archives nationales avant d'être nommé en 1937 archiviste en chef aux archives départementales de la Meuse puis en septembre 1941 à la tête des archives départementales d'Ille-et-Vilaine. Il sera à partir de 1967 le premier conservateur en chef de la région Bretagne.
Dans son travail professionnel, Henri-François Buffet se préoccupe du classement de nombreuses séries d'archives. Il consacre surtout son énergie à développer la série F dont il publie un catalogue en 1949-1952. Il rédige également en 1959 le Répertoire de la presse et des publications périodiques d'Ille et Vilaine (1784-1958), complété en 1969 par la Bibliographie de la presse française politique et d'information générale : 1865-1944, éditée par la Bibliothèque nationale. Il publie en 1962 le Répertoire des fonds de l'amirauté de Saint-Malo et en 1965 le premier Guide des Archives d'Ille-et-Vilaine; l'un des premiers en France. Il œuvre également à la réunion des archives départementales d'Ille et Vilaine, encore dispersées depuis la Seconde Guerre mondiale, avec la construction en 1968 d'un nouveau bâtiment au 20, avenue Jules Ferry à Rennes. Bâtiment occupé par les archives jusqu'en 2007.
À côté de ces tâches archivistiques, Henri-François Buffet donne une place importante à ses recherches personnelles. Historien du Port-Louis, il y consacre sa vie entière. Il publie à la veille de son décès Vie et société au Port-Louis, des origines à Napoléon III. Curieux de la Bretagne, il en décrit parfaitement ses costumes et traditions, ses coutumes, ses monuments, ses hommes, ses paysages... En 1964, il publie, par piété familiale, un livre de souvenirs intitulé En relisant leurs lettres - souvenirs d'enfance (1909-1919).
Il repose au cimetière de Kerzo au Port-Louis.

## Publications
- La Vie turbulente et dolente d'une vieille cité maritime : le Port-Louis de Basse-Bretagne (préface de Charles Le Goffic) - Éditions F. Lanore, Paris, 1930.
- La traite des noirs et le commerce de l’argent au Port-Louis et à Lorient sous Louis XIV - Revue historique, Paris, 1935.
- La Citadelle et les Remparts du Port-Louis en Bretagne - Revue des Études historiques, Picard, Paris, 1937.
- Lorient sous Louis XIV - Imprimerie Oberthur, Rennes, 1937.
- Le vieux Port-Louis - Imprimerie Protat Frères, Mâcon, 1938 (ouvrage couronné par l'Académie française avec le Prix Montyon en 1939).
- Répertoire numérique de la série H : clergé séculier, en collaboration avec Jean Rigault - Archives de la Meuse - Imprimeries Comte-Jacquet et Chuquet réunies, Bar-le-Duc, 1942.
- Répertoire numérique de la série L : administration départementale de 1789 à l'an VIII, en collaboration avec Jean Rigault - Archives de la Meuse - Imprimeries Comte-Jacquet et Chuquet réunies, Bar-le-Duc, 1942.
- Répertoire numérique de la série G : clergé séculier, en collaboration avec Jean Rigault - Archives de la Meuse - Imprimerie Saint-Paul, Bar-le-Duc, 1943.
- L'Explorateur port-louisien Julien Crozet, éponyme des îles Crozet dans la mer des Indes, 1728-1780 - Imprimerie Oberthur, Rennes, 1944.
- Rennes (villes et villages de France) - Van Oest Éditions d'Art et d'Histoire, Paris, 1946.
- En Bretagne morbihannaise, coutumes et traditions du Vannetais bretonnant au XIXe siècle - Éditions Arthaud, Grenoble, 1947.
- Les Monuments du XVIIIe siècle à Lorient - Impr. Bretonne, Rennes, 1948.
- Répertoire numérique de la série F : fonds divers et documentation régionale, en collaboration avec Henri Bourde de La Rogerie - Archives d'Ille et Vilaine - Imprimeries Réunies, Rennes, 1949.
- Voyage à la découverte du port-louisien Jean-François de Surville - Mémoires de la Société d'histoire et d'archéologie de Bretagne - Imprimeries bretonne, Rennes, 1950.
- Inventaire de la sous-série 15 F : dix siècles d'histoire bretonne, documentation régionale (sélection de documents) - Archives d'Ille et Vilaine - Imprimeries Réunies, Rennes, 1951.
- Guide commercial et touristique de Lorient et de sa région (Lorient, de la Compagnie des Indes à nos jours, par Louis Cren. Port-Louis, par Henri-François Buffet) - Syndicat d'initiatives de Lorient et de sa région - Impr. Liberté, Lorient, 1951.
- L'Enseigne de vaisseau Amédée de Rodellec Du Porzic, ses croisières en Grèce, aux Antilles et la prise d'Alger - Imprimeries bretonne, Rennes, 1953.
- La Toponymie du Canton du Port-Louis - Imprimeries Réunies, Rennes, 1953.
- Inventaire sommaire de la série H. Clergé régulier. Tome II, Ordres de femmes, en collaboration avec Jean Rigault et Noël Becquart - Archives de la Meuse - Impr. Jolibois, Bar-le-Duc, 1953.
- En Haute-Bretagne. Coutumes et traditions d'Ille-et-Vilaine, des Côtes-du-Nord gallèses et du Morbihan gallo au XIXe siècle - Librairie Celtique, Paris, 1954 (prix international de folklore Giuseppe Pitrè, Palerme, 1958).
- Guide des recherches dans les fonds judiciaires de l'Ancien Régime, en collaboration avec Michel Antoine, Suzanne Clémencet, Ferréol de Ferry, Monique Langlois, Yvonne Lanhers, Jean-Paul Laurent, Jacques Meurgey de Tupigny - Ministère de l'Éducation Nationale - Direction des Archives de France - Imprimerie Nationale, Paris, 1958.
- Répertoire de la presse et des publications périodiques d'Ille et Vilaine (1784-1958) - Archives d'Ille et Vilaine - Imprimeries Réunies, Rennes, 1959.
- Ille-et-Vilaine, Bretagne - Éditions Alépée et Cie , Paris, 1960.
- Répertoire numérique de la sous-série 9 B : Amirauté de Saint-Malo - Archives d'Ille et Vilaine - Imprimeries Réunies, Rennes, 1962.
- La ville et la citadelle du Port-Louis - Éditions Bahon-Rault, Rennes, 1962.
- En relisant leurs lettres - souvenirs d'enfance (1909-1919) - Éditions Bahon-Rault, Rennes, 1964.
- Guide des Archives d'Ille et Vilaine. Tome 1 - Imprimeries Réunies, Rennes, 1965.
- Bibliographie de la presse Française politique et d'information générale : 1865-1944 - Volume 35 - Ille-et-Vilaine en collaboration avec Charles Cardot et Jean Watelet - Bibliothèque Nationale, Paris, 1969.
- Vie et Société au Port-Louis, des origines à Napoléon III - Éditions Bahon-Rault, Rennes, 1972.

## Activités
- Société française d'archéologie[2]
- Société d'histoire et d'archéologie de Bretagne[2]
- Société des lettres de Bar-le-Duc[2]

## Distinctions

### Récompenses
- Prix Montyon de l’Académie française pour Le vieux Port-Louis, 1939[5].
- Prix international de folklore Giuseppe Pitrè pour En haute-Bretagne. Coutumes et traditions d'Ille-et-Vilaine, des Côtes-du-Nord gallèses et du Morbihan gallo au XIXe siècle, Palerme, 1958.
- En Bretagne, au moins quatre rues portent son nom, d'après Les Noms qui ont fait l'histoire de Bretagne, 1997.

### Décorations
- Officier d'Académie, 1949[2].
- Officier de l'Instruction publique, 1954[2].
- Chevalier de la Légion d'honneur, 1957[2].
- Officier de l'ordre des Arts et des Lettres, 1963[6].
- Officier de l'ordre national du Mérite, 1969[4].